# Fons Steuten
Fons Steuten (Weert, 23 februari 1938 - aldaar, 22 september 1991) was een Nederlands wielrenner. 
Steuten won in 1959 met zijn clubgenoten van TWC Maastricht het Nederlands clubkampioenschap wielrennen. Een jaar later werd hij derde in het eindklassement van Olympia's Tour en de Triptyque Ardennais. Vanaf 1962 ging Steuten rijden bij de onafhankelijke om van 1964 tot 1966 te rijden voor een profploeg. Hij heeft deelgenomen aan de Ronde van Spanje in 1962 en 1964 en aan de Ronde van Frankrijk in 1964, geen van deze ronde wist hij uit te rijden. 
Na zijn profcarrière blijf Steuten wedstrijden rijden bij de amateurs, in 1976 won hij de Rás Tailteann. 
Fons Steuten overleed op 22 september 1991 aan de gevolgen van een valpartij nadat hij met zijn fiets tegen een kind was aangebotst. 

## Palmares
1959
Nederlands clubkampioenschap wielrennen (ploegentijdrit)
1963
Kasterlee
1976
Eindklassement Rás Tailteann

## Resultaten in voornaamste wedstrijden
| \| Jaar \| Ronde van Italië \| Ronde van Frankrijk \| Ronde van Spanje \| \| ---- \| ---------------- \| ------------------- \| ---------------- \| \| 1962 \| \| \| opgave \| \| 1963 \| \| \| \| \| 1964 \| \| opgave \| opgave \| Bronnen, noten en/of referenties - profiel op procyclingstats - Profiel op cyclingbase - Profiel op wielersite |                  |                     |                  |
| Jaar | Ronde van Italië | Ronde van Frankrijk | Ronde van Spanje |
| 1962 |                  |                     | opgave           |
| 1963 |                  |                     |                  |
| 1964 |                  | opgave              | opgave           |